# かおチェンバトル ガンメングランプリ!
『かおチェンバトル ガンメングランプリ!』は、メトロ発売の専用チップを用いたトレーディングカードアーケードゲーム。2010年4月より稼働開始。第3弾より『ガンメングランプリ! ガンゴッドファイターズ』に改題。2011年3月ごろ『超合体ギガジュウ』への入れ替えに伴い実質稼働終了となった。

## 概要
専用チップを用いた自社アーケード筐体『メトロゲームポケット』シリーズ第4弾（実質第5弾）。従来のチップのコレクション要素の他、筐体上面にカメラが設置されており、これに顔を撮る事により自分の顔をゲームに登場させることができるのが特徴。
第2弾のみ2P対戦が可能となり、1人プレイでは2ボタン、2人プレイでは1ボタンでの操作であった。

## 遊び方
1P対戦
ファイターチップとデコチップをスキャンした後に筐体上部のカメラで顔を撮影しガンメンファイターを作成しバトルスタート。2つのボタンでパンチ、ガード、ヘッドアタックを操作、相手のスタミナが0になったときにひっさつわざを決める事ができる。ひっさつわざを受けてダウンした際に10カウント以内に立ち上がれなければK.O.となる。そしてボクシングのルールと同じように、相手を3回ダウンさせると勝ちになり、相手のダウンが3回目だった場合はガンメンフィニッシュを決められる。
ランキング上位のガンメンキングを目指す。
2P対戦
ボタン1つでの操作となり、攻撃を受けているときにボタン押しっぱなしでガードとなる。勝てば相手の顔にガンメンラクガキができる。

### チップ
- ファイターチップ
画面上で闘うキャラクター。
- デコチップ
髭や眼鏡などの顔のデコレーションパーツ。
- エネドリンクチップ
第3弾から登場。1バトルに一度のみ使える。パワーアップドリンク。

### リリース
- チップコレクション第1弾
2010年4月上旬より稼動。全35種。
- チップコレクション第2弾 今度はふたりで対戦できるぞスペシャル!
2010年7月20日より稼動。全35種。
ふたりでたいせんを実装。
撮影時に「ゆがみカメラ」「ミラーカメラ」「ショッキングカメラ」「イラストカメラ」が選択可能に。
ある条件で3戦目の乱入バトル発生。
1vs4の四天王バトルモード搭載。
第2弾はヘッドアタックからチャージアタックに変わっている。
- チップコレクション第3弾 ガンゴッドファイターズ
2010年11月26日より稼動。全35種。

### キャンペーン
- ヘン顔四天王コンテスト!
コロコロイチバン2010年5月号連動企画。
- 2枚でゲットキャンペーン
チップ2枚応募で限定チップ『ドラキュラキング』か『サタンマスク』を期間限定プレゼント。2010年8月20日まで。
- スターターセット1000名プレゼント
コロコロイチバン2010年9月号誌面プレゼント。限定チップ『クレナイニンジャ』と、第1弾チップ『カブキペイント』のセットがもらえる。2010年9月15日まで。
- ガンゴッド強化キャンペーン
特定のチップ2枚「ミスターUFO」と「サムライ」で限定チップ『ドリルヘラクレス』がもらえる。2011年1月14日まで。
- グレートファイターズセット10名プレゼント
1弾-3弾のチップ15枚のセットがもらえる。2011年1月14日まで。

## 声の出演
マイク・アナ美(実況キャラ) - 笹島かほる

## メトロゲームポケット
メトロ専用筐体を使用したシリーズ。チップの種類が多くルールや操作が簡単で低年齢層でも楽しめるようになっている反面、稼動期間が短いものが多く告知もなしに稼動終了してしまうものが多い。
- 闘獣戦士カプセルザウルス（とうじゅうせんし -）
2006年頃稼動のシリーズ第1弾。ムシキング同様の3ボタンタイプの筐体。オリジナル恐竜・闘獣の入ったカプセル「ザウルスカプセル」底面をスキャンし、闘獣バトルをする。1プレイ200円であった。

- PKバトル!ビーストキッカー
2007年-2008年頃まで稼動のシリーズ第2弾。これ以降2ボタンタイプの筐体になった。円形チップ「ビーストメダル」「パワーアップメダル」をスキャンし、ボールがビーストに変わるPK戦バトルをする。第1弾（全42種）、第2弾（全59種）、第2弾2ndバージョン（追加22種）、第3弾（全70種）まで発売された。

- 爆熱拳闘機ギアロボ（ばくねつファイター -）
2008年8月-2009年7月頃まで稼動のシリーズ第3弾。歯車型チップ「ギア」をスキャンし、ヘッドギアとナックルギアの組み合わせでロボットを制作しバトルをする。第1弾ギアから第4弾ギア（各全50種）まで発売された。

- ロボダッチ はちゃめちゃ大合戦!
2009年7月17日-2010年頃まで稼動の初の版権ゲーム。第2弾まで発売された。